# 김제시·완주군
김제시·완주군은 대한민국의 옛 국회의원 선거구이다. 당시 전라북도 김제시와 완주군 지역을 관할했다.

## 역사
제17대 국회의원 선거를 앞두고 선거구가 개편되면서 김제시와 완주군이 하나의 선거구를 이루게 됨에 따라 신설되었다.
제20대 국회의원 선거를 앞두고 전라북도의 선거구가 개편되었다. 이에 김제시는 부안군과 함께 김제시·부안군 선거구를 이루고 완주군은 진안군, 무주군, 장수군과 함께 완주군·진안군·무주군·장수군 선거구를 이루게 됨에 따라 폐지되었다.

## 역대 국회의원
| 선거   | 정당 | 정당       | 의원   |
| ------ | ---- | ---------- | ------ |
| 2004년 |      | 열린우리당 | 최규성 |
| 2008년 |      | 통합민주당 | 최규성 |
| 2012년 |      | 민주통합당 | 최규성 |

## 역대 선거 결과

### 대한민국 제17대 국회의원 선거
|  | 51.01% |

|  | 19.19% |

|  | 10.60% |

|  | 8.97% |

|  | 7.46% |

|  | 0.99% |

|  | 0.61% |

|  | 0.59% |

|  | 0.53% |

### 대한민국 제18대 국회의원 선거
|  | 53.69% |

|  | 24.27% |

|  | 8.41% |

|  | 7.26% |

|  | 2.77% |

|  | 2.16% |

|  | 1.41% |

### 대한민국 제19대 국회의원 선거
|  | 54.95% |

|  | 36.86% |

|  | 8.18% |